# Kommer här och låter
Kommer här och låter oss, Herran Gud prisa är en psalm i fem verser med utgångspunkt i Psaltaren 95. Det tyska originalet Kommt hier und last uns författades av Cornelius Becker. Vem som översatt texten till svenska är okänt, men enligt Sibelius-Akademin finns översättningen Kommer här och läther oß i en nothandskrift från 1589.
Psalmen inleds 1695 med orden:
Kommer här och låter oss Herran Gudh prisa
Wår salighets tröst, med psalmer och lofwisa

## Publicerad i
- 1572 års psalmbok med titeln KOmmer här och låter oss HERRAN Gudh prisa under rubriken "Någhra Davidz Psalmer".[2]

- Göteborgspsalmboken under rubriken "Några Andelige Loffsånger".[3]
- 1695 års psalmbok som nr 83 under rubriken "Konung Davids Psalmer".